# Кирхвајдах
Кирхвајдах (њем. Kirchweidach) општина је у њемачкој савезној држави Баварска. Једно је од 24 општинска средишта округа Алтетинг. Према процјени из 2010. у општини је живјело 2.283 становника. Посједује регионалну шифру (AGS) 9171122.

## Географски и демографски подаци
Кирхвајдах се налази у савезној држави Баварска у округу Алтетинг. Општина се налази на надморској висини од 503 метра. Површина општине износи 20,2 km². У самом мјесту је, према процјени из 2010. године, живјело 2.283 становника. Просјечна густина становништва износи 113 становника/km².